# German Zonin
German Semënovič Zonin (Kazan', 9 settembre 1926 – San Pietroburgo, 26 novembre 2021) è stato un allenatore di calcio e calciatore sovietico e, dal 1992, russo, di ruolo difensore.

## Carriera

### Giocatore
Dal 1945 al 1949 ha giocato nella Dinamo Kazan'; tra il 1949 ed il 1953 gioca 20 partite nella prima divisione sovietica con la Dinamo Leningrado. Tra il 1954 ed il 1955 gioca ulteriori 24 partite nella prima divisione sovietica, con la Torpedo Leningrado.

### Allenatore
Tra il 1957 ed il 1959 allena nelle giovanili della Torpedo Leningrado, di cui poi allena la prima squadra fino al 1960, anno nel quale passa al Fakel Voronež, club della seconda divisione sovietica, con cui vince il campionato, restando alla guida del club anche nella stagione successiva. Dal 1962 al 1964 allena invece lo Zorja, per un anno in seconda divisione e poi in prima divisione. Tra il 1965 ed il 1967 è invece commissario tecnico della nazionale birmana. Tra il 1969 ed il 1972 è invece nuovamente nella prima divisione sovietica allo Zorja, con cui vince il campionato nel 1972. Nell'estate del 1972 è inoltre per un breve periodo (dal 19 giugno al 6 luglio) commissario tecnico della nazionale sovietica; in seguito si trasferisce allo Zenit Leningrado, sempre nella prima divisione sovietica: allena nel club dal 1973 al 1977, ottenendo sempre dei piazzamenti a metà classifica, sufficienti per evitare la retrocessione in seconda divisione. Dal 1979 al 1980 (e poi per un ulteriore breve periodo nel 1985) è invece tecnico dello SKA Rostov, in prima divisione, mentre nel 1987 diventa tecnico della Dinamo Tbilisi, con cui raggiunge gli ottavi di finale della Coppa UEFA 1987-1988 e conquista due piazzamenti a metà classifica nella prima divisione sovietica.

## Palmarès

### Allenatore

#### Competizioni nazionali
- Campionato sovietico: 1

Zorja: 1972
- Pervaja Liga: 2

Fakel Voronež: 1960 (Gruppo 1)
Zorja: 1962 (Gruppo 3, zona Ucraina)